# 私立探偵コーモラン・ストライク
『私立探偵コーモラン・ストライク』（Cormoran Strike）は、イギリスの作家J・K・ローリングがロバート・ガルブレイス名義で書いた犯罪小説シリーズ。物語は、私立探偵コーモラン・ストライクと彼の助手ロビン・エラコットの事件を年代順に描いている。同シリーズの小説はこれまでに7作が出版されている。4作目の Lethal White は2018年9月18日に発売された。ローリングは、少なくとももう10作の計画があると述べている。5作目の Troubled Blood は2020年9月15日に発売された。
最初の2作はBBC Oneでテレビシリーズ化され、2017年夏に放送された。シリーズは三冊目の Career of Evil を基にした第2シーズン（日本での配信時のシリーズタイトルは『悪しき者たち』）として更新され、2018年の2月および3月に放映された。Leathal Whiteを基にした第3シーズンは、2020年の8月および9月に4話シリーズで放送された。The Troubled Bloodを基にした第4シーズン(日本でのU-Nextでの配信時のシリーズタイトルは『乱れし血潮』)は、2022年12月に4話シリーズで放送された。

## 小説
| No. | タイトル                                  | 出版日                               | ISBN                                                                  |
| --- | ----------------------------------------- | ------------------------------------ | --------------------------------------------------------------------- |
| 1   | The Cuckoo's Calling 『カッコウの呼び声』 | 2013年4月4日(UK) 2014年6月27日(JP)   | (UK)978-1-4087-0399-1 (JP)上：978-4-06-218914-9 下：978-4-06-218915-6 |
| 2   | The Silkworm 『カイコの紡ぐ嘘』           | 2014年6月19日(UK) 2015年11月12日(JP) | (UK)978-1-4087-0402-8 (JP)上：978-4-06-219836-3 下：978-4-06-219837-0 |
| 3   | Career of Evil                            | 2015年10月20日                       | 978-0-7515-6227-9                                                     |
| 4   | Lethal White                              | 2018年9月18日                        | 978-0-7515-7285-8                                                     |
| 5   | Troubled Blood                            | 2020年9月15日                        | 978-0-3164-9893-7                                                     |
| 6   | The Ink Black Heart                       | 2022年8月30日                        | 978-0-3164-1303-9                                                     |
| 7   | The Running Grave                         | 2023年9月26日                        | 978-0-3165-7210-1                                                     |
| 8   | The Hallmarked Man                        | 2025年9月2日                         |                                                                       |

## プロット
2010年、元英国軍憲兵隊特別捜査局の調査官であり、有名なロックスター、ジョニー・ロークビーと悪名高いグルーピーとの不倫の結果の非嫡出子である私立探偵、コーモラン・ストライクが破産し、彼の父親のビジネスエージェントは彼が探偵事務所を開くためにストライクに与えたローンを回収した。ストライクはアフガニスタンでの攻撃で右足の下半分を失った。以前はオックスフォード大学で学んでいたが、母親の死をきっかけに陸軍に入隊するために2年生の時に中退した。最初の小説は、ストライクが3か月前に自宅のバルコニーから落ちたスーパーモデル、ルーラ・ランドリーの養兄弟であるジョン・ブリストウに雇われたところから始まる。ブリストウはストライクに妹の自殺と思われている事件の調査を依頼する。ストライクはまた、秘書を雇う余裕はないという事実にもかかわらず、臨時秘書として派遣されたロビン・エラコットに会う。ロビンは長年の恋人マシューと婚約したばかりで、結婚式はその年の後半に控えていた。ストライクは一週間だけ彼女を雇うが、ロビンが最初に思っていたよりもずっと有能（そして役に立つ）であることが判明し、彼女の雇用を延長することになる。
ストライクの私生活は複雑である。彼はすぐに別の男性と結婚することになる長期的なパートナーであり婚約者のシャーロットキャンベルと別れたばかりである。ストライクは一緒に育った彼の異父妹のルーシー（彼の母親の他の子供）と最も親しいが、他にもロークビーの他の子供たち、そして彼の母親の最後の夫ジェフ・ウィテカーと彼女の息子である1人の異父兄弟あわせて7人の兄弟姉妹がいる。ルーシーとの関係であっても多少不満があり、ストライクは、彼自身が最初に完全に快適に感じていたよりも、常に探偵になりたいと思っていたロビンに近づいていることに気づく。
一作目の終わり近く、ランドリーの事件を解決した後、ロビンが他の場所で定職に就く準備が整う前に、ストライクは彼女に、捜査の一環としてヴァシュティのブティックで試着したことのある緑色のシルクのドレスをプレゼントする。このドレスは二人にとって重要なものだったが、その重要性はお互いに口にすることはなかった。最後的に、2人はロビンが留まることを決定する。
2作目は1作目の終わりの約8ヶ月後に始まる。ストライクはレオノーラ・クインから、彼女の夫である悪名高い作家オーウェン・クインを探し出してほしいという依頼を受ける。かつて文学界の反逆者と呼ばれたクインは、原作小説の成功を再現するのに何年も苦労し、世間からの支持を得られなくなっていた。ストライクは、クインの失踪と最新作 Bombyx Mori (カイコの学名）の原稿の流出が重なっていることを発見する。ロンドンの文学コミュニティは、Bombyx Mori を出版不可能と見なしており、レイプ、サドマソヒズム、拷問、ネクロフィリア、カニバリズムが入り混じった不愉快な作品で、主人公は結局、クインの人生の中で彼のキャリアを破壊した責任があると考えている人物を薄っぺらく風刺画化した様々な人物に騙され、生きたまま食べられてしまう。クインが死んでいるのが発見されたとき、調査はすぐに別の、そして全体としてより陰惨な局面を迎える。捜査中、ロビンは婚約者の母親の死をきっかけに個人的な困難に直面し、キャリアと私生活のバランスについて難しい決断を迫られる。
3作目は、ロビンが女性の切断された右脚を発見することになる宅配便の荷物を受け取るところから始まる。荷物の中には、有名なグルーピーでブルー・オイスター・カルトのファンでもあったストライクの母親の股間にタトゥーされていたブルー・オイスター・カルトの曲「塩鮭色の女王様(生石灰の娘)」("Mistress of the Salmon Salt (Quicklime Girl)")を引用したメモが添えられていた。そのつながりから、ストライクは警察にこの荷物は自分の過去に恨みを持った誰かが送ってきたものだと信じていると話した。彼らは、脚の送り主が他の残忍な攻撃の犯人でもあることを突き止め、シャックルウェル・リッパーとして世間に悪名を轟かせていることを突き止める。ストライクは自分の過去からこのような犯罪を犯す可能性のある4人の容疑者を特定するが、警察はストライクが最も可能性が低いと考えている1人に集中したいと考えたので、ストライク達は残りの3人の捜査に乗り出す。ロビンはストライクに、彼女がレイプされたことがトラウマになって大学を中退したことを伝え、シャックルウェル・リッパーはその後、ロビンをストーキングし、襲撃して刺し、重傷を負わせる。その後、ロビンは容疑者の一人を調べている間にストライクが彼女を解雇し、彼女が婚約者のマシューとの結婚に進むと言うロビンとストライクとの関係に深刻で衝撃的な結果をもたらす決定を下す。ストライクはシャックルウェル・リッパーを捕まえるための罠を成功させ、小説の最後にロビンの結婚式に到着するために徹夜で運転する。
第4作目は、ストライクがリッパーを捕らえたことと、マシューがストライクから彼女へのメッセージを削除していたことをロビンが知り、夫婦関係に緊張が走るところから始まる。ロビンは、ストライクの新たな名声のために非常に忙しくなる探偵事務所での専従契約の申し出を受け入れるが、彼女はレイプとリッパーによる攻撃からのPTSDと格闘し続けている。1年後、大臣への恐喝未遂事件の調査と阻止のために政府機関が雇われることになるが、大臣はストライクやロビンに行動の詳細を語ろうとはしない。彼らは恐喝者の一人に対して横領の証拠を見つけるが、その後、依頼人が自殺と思われる形で死亡する。その後、大臣の子供の1人が、彼女が死の背後に継母がいると信じたために、ストライクを雇って死を調査する。ロビンはマシューの浮気に気づき、彼の元を去る。ストライクが殺人の動機を突き止めたとき、彼とロビンは警察に証拠を提出する。継母は確かに殺人計画に関わっていたが、実際の犯人は大臣の隠し子で、大臣の家族からの扱いにいつも腹を立てていたが、大臣の家族からは価値がないと思われていた絵が実は2000万ポンド以上の価値があることを知っていた。隠し子はロビンを誘拐することに成功しリボルバーで脅すが、ロビンを殺す前にストライクと警察に見つかってしまう。マシューと別れた後、ロビンは一時的に刑事のヴァネッサ・エクウェンシと一緒に、そしてストライクの友人ニックとイルザと一緒に引っ越しをする。
第5作目は、2013年8月に始まり、2014年10月9日のロビンの30歳の誕生日で幕を閉じる。コーンウォールの末期がんの叔母ジョーンを訪ねていたストライクは、約40年前の1974年10月11日にロンドンで開業医だった母親マーゴット・バンボローが失踪した事件の調査をストライクの事務所に依頼したいという女性から相談を受ける。ストライクとロビン（まだ雇用者の身である）は、これまでの成功の結果、今では3人の契約調査員と1人のオフィス・マネージャーを雇っている。二人とも、それぞれに悩み事を抱えている。ストライクは叔母の病気、元婚約者シャーロット（現在は結婚して2児の母）からの自殺予告、異母兄妹によるロックスターの実父ジョニー・ロケビーを称えるパーティへの出席の誘いを、ロビンはマシューの離婚への固執、続くPTSD、兄夫婦の第1子誕生によって鮮明になった自身の不安定な私生活に、それぞれ対処している。

## キャラクター

### 主人公
コーモラン・ブルー・ストライクは、元憲兵隊特別捜査部の捜査官であり、爆弾攻撃で脚の半分を失ったアフガニスタン戦争の退役軍人。コーモランは洗脳されるのを恐れて除隊し、その代わりに私立探偵になることを選んだ。シリーズの冒頭では、彼は顧客がほとんどなく借金を抱えているが、ルーラ・ランドリーの自殺事件を解決し、さらなる作業と後の本の出来事の両方を通じて、よりよく知られるようになる。
コーモランの生物学的な父親であるジョニー・ロークビーは、コーモランが彼の非嫡出子つながったモデル兼「スーパーグルーピー」レダ・ストライクとの関係を持っていた有名なロックスターであり、コーモランは彼の父親と話すこととほとんど関係がなく、二度しか会ったことがない。片親違いの兄弟姉妹の中で唯一親しくしているのは、母親ともう一人のミュージシャンとの娘であるルーシーだけだが、彼らの関係すら時折緊張している。子供時代は一所に落ち着くことがなく、母親と彼女の一時的なボーイフレンドと頻繁に動き回っていたが、母方の叔母と叔父が暮らすコーンウォールは特別深い愛着のある場所だった彼の名前はコーンウォールに由来する）。また、平穏な青春を楽しんでおり、有名なロックスターの息子の快適さを享受している、異母兄弟であるアレクサンダー・ロークビーと時折連絡を取り合っている。
最初の小説が始まるまで、コーモランは社交界のシャーロット・キャンベルと16年の間、情熱的に着いたり離れたりを繰り返してきた。オックスフォード大学で会った後、母親の悲劇的な死がトラウマとなり、軍に加わった直後にコーモランが去った。コーモランは今回で二人の関係を永久に終わらせようと決意する。
最初の小説の開始時に、彼とロビンは出会った。二人の関係は複雑で、彼は明らかに彼女に魅力を感じているが、自分自身にもそれを認めることを極端に嫌がり、二人の間に仕事上の距離を保とうとする。これは、時間が経つにつれて徐々に困難になり、シャーロットとの別れに続いて数人との不満足な関係を持っているという事実によって悪化している。コーモランはロビンの個人的な資質と仕事上の資質の多くを非常に高く評価している。
ストライクは物理的に堂々とした男として記述されており、少なくとも身長6'3"（190cm）でがっしりしているが、現在は体重過多となっている。彼は毛深く、黒くしなやかな巻き毛をしていて、「プーブヘッド」と呼ばれることもある。彼の鼻は二度、彼の軍でのボクシングのキャリアの間に折られており、小説の三作目で再び折られてしまう。「典型的なハンサムではない」と表現されているが、多くの異なる女性に魅力的に見られている。また、驚異的な食欲を持っているように見える：食べ物については、頻繁に食べている描写があり、アルコールについては、かなりの量を飲むことができるように見え、そして性的なものについては、彼は自分自身を「抑制されていない性欲」を持っていると説明している。彼は「仕事をして、それをうまくこなす」というシンプルだが強い哲学を持っている。アフガニスタンでの戦争に抗議する人々のグループを見ても彼らに憤慨しないが、軍隊にいたことを後悔していないので、抗議活動に参加することには興味がない。捜査に関しては、「動機はカモのためにある」とよく言っており、手段と機会を確立することの方がはるかに重要で有益であると考えている。
ロビン・ベニシア・エラコットは元々は派遣秘書としてストライクの探偵事務所にやって来たが、ストライクのアシスタントとなった。ロビンは一週間だけストライクのもとで働くことになっていたが、予想以上に有能であることが判明し、ストライクは彼女にさらに留まらせた。ノースヨークシャーのマシャム出身で、大学では心理学を専攻していたが、2年目で中退した。非常に頭が良く、鋭い調査能力を持っていると見られており、それがストライクを驚かせ、興味をそそり、感心させる。ディフェンス・ドライビングのコースを受講しているエキスパート・ドライバーで、普段は悪い経験から女性の運転手に偏見を持っているストライクを感心させる。2作目と3作目の間に、ストライクは彼女のため犯罪捜査のコースを受講する費用を支払い、どうやら見事に合格したようである。その後、ロビンはストライク彼の助手ではなく、パートナーとなる。
最初の小説の初期にロビンにプロポーズしたボーイフレンドのマシュー・カンリフと結婚する予定である。ロビンは当初、ストライクのことを非常に魅力的ではないと評し、彼のことを「プーブヘッド（陰毛頭）」と呼んでさえいた。しかし、時間が経つにつれ、彼女はもはやそのようには感じなくなり、ストライクへの親近感が増していくことで、婚約者との関係に摩擦が生じる。
三作目では、学生時代にレイプされて、死ぬに任せて放置されたことが明らかにされ、それが大学を中退した理由となっている。これは、少なくとも部分的に、Career of Evil でのストライクの容疑者の一人、ノエル・ブロックバンクがが子供を虐待した過去があるだけでなく、ほぼ間違いなく現在のガールフレンドの若い娘を性的に虐待していることを彼女が発見したときに彼女がノエルブロックバンクの調査を止めるのを嫌がる理由を説明している。

### 二次的なキャラクター
- マシュー・カンリフはロビンの婚約者であり、彼もまたマシャム出身である。会計士として働いており、ロビンの唯一の真剣なボーイフレンドだった。小説の冒頭でロビンにプロポーズする。彼は彼女がストライクと働くことを承認しない。当初彼はストライクを怪しげな人物であると考えているが、後に彼の異議は他のより個人的な形をとることになる。ロビンは、マシューが大学在学中に友人のサラ・シャドロックと浮気をしたことを知った後、3作目の小説の中でマシューと距離をとった。しかし、小説の終盤ではロビンとマシューは和解して結婚する。披露宴でロビンは、マシューがストライクの解雇後のテキストを削除したことをしり、最終的に一緒にいることにしたが、披露宴を混乱させる大規模な争いを引き起こす。しかし、4作目でロビンはマシューとサラが不倫関係を続けていることを知り、マシューとは別居して離婚を求めることになる。
- ルーシー・ストライクは、ストライクの母方の異母妹。郊外の正常性と家族の安定を切望することで落ち着かない子供時代を埋め合わせ、ストライクによって（おそらく少し不当に）幾分批判的であると見られている。ストライクは最初の小説で息子の誕生日パーティーに出席している。第二作では、ルーシーは異父兄のために誕生日の食事を主催する。第四作では、ストライクはルーシーと夫が海外にいるので、彼女の中間の息子を病院に連れて行く必要が発生する。ストライクはルーシーのことを非常に好きだと認めているが、彼らの関係は時々緊張している。彼女は、彼が落ち着いて結婚し、子供を持つべきだったと信じて、彼の人生の選択のいくつかに同意していない。
- ジョニー・ロークビーはストライクの有名なポップスターの父親で、彼の生涯で2回だけ彼の息子に会ったことがある。彼はDNA検査の後に父親であることを受け入れただけである。『カッコウの呼び声』のほとんど全編を通して、ストライクはローン返済のためにロークビーに借金をしており、彼はそれを回収するために取り立て人を雇った。
- レダ・ストライクはストライクの亡き母であり、有名なモデルであり、ジョニー・ロークビーをはじめとするロックスターの「スーパーグルーピー」として活躍していた。ストライクが20歳の時にヘロインの過剰摂取で亡くなっている。ストライクは継父であるジェフ・ウィテカーが彼女の死に関係しているのではないかとずっと疑っていたが、他のほとんどの人はそう思っていないようである。
- シャーロット・キャンベル（ロス）はストライクの元婚約者。裕福で気まぐれな彼女とストライクは、オックスフォードで出会ってから15年間ものあいだ、一時的な関係を繰り返していたが、第一作目の出来事が始まると同時に、ストライクは婚約を破棄する。彼女は、ロビンが彼の人生の中に入ってきた瞬間に、文字通り彼の人生から出て行ってしまう。彼女はストライクに子供を妊娠していると嘘をついたと言われている。彼女は後にストライク以前のオックスフォードでのボーイフレンドであるジャゴ・ロスと結婚し、すぐに双子を妊娠するが、特に彼が有名になってからもストライクに興味を持ち続けている。ストライクは彼女のことを、ドラマに対する飽くなき欲求を持つ強迫的な嘘つきだと考えている。
- エリック・ウォードルは、ルーラ・ランドリー事件に最初に関わった刑事。第三作目では、切断された脚の事件の担当官となる。彼はストライクと親しくなり、絶えずからかったり、情報を共有したりしていた。第三作では、ひき逃げ事件で兄が不慮の死を遂げたため、警察の捜査から離れ、ロイ・カーヴァーに後任を任せる。第四作では、ストライクの警察への主要な連絡役となっている。
- ロイ・カーヴァーは、第一作目の小説でランドリー事件を当初担当していた刑事で、エリック・ウォードルの同僚である。ストライクの捜査の結果、カーヴァーによる自殺と言う結論が信用されなくなり、ストライクとの関係が極度に悪化する。第三作目の小説では、いわゆる「リッパー」襲撃事件の警察の捜査でウォードルの後任として登場する。ストライクに対しては非常に敵対的で、これ以上事件を追及するなと警告している。
- リチャード・アンスティス – 首都警察の刑事であり、ストライクの脚が失われた事件に立ち会った領土軍の将校でもある。ストライクはその事件でアンスティスの命を救った責任者であり、その専門的な関係が時々大きな緊張にさらされていてもアンティスはそのことを常に意識し、感謝している。ストライクは彼を有能な捜査官だが想像力に欠けていると見なしている。第二作目では、彼が事件の指揮を執ることになる。
- リンダ・エラコットは、小説の第二作目と第三作目に登場するロビンの母親。彼女は全般的に親切で人をサポートしてくれる女性で、ストライクによれば彼女の娘は肉体的に似ている。リンダは娘の世話をするためにロンドンを訪れ、マシューとの関係を断ち切ることを決意した彼女を支えている。
- アレクサンダー・'アル'・ロークビー – ストライクの異母兄弟であり、父方の家族の中で唯一ストライクと親交のあるメンバー。彼はストライクに友好的で、調査でストライクを助けるために彼のスターの影響力を使用しても構わないと思っている。彼は十分な教育を受けており、国際バカロレアで優秀な成績を収めている。
- シャンカー - ストライクの友人で、母親のレダと一緒に暮らしていたときに、ナイフで襲われて側溝に血を流して倒れているシャンカーを拾った。シャンカーは今でもロンドンの暗黒街で生活しており、ストライクにとって貴重な人脈を持っている。ストライクとシャンカーは、全く異なる人生を歩んでいるが、お互いに忠誠心を持っている。
- ニックとイルサ・ハーバートはストライクの学校での友人で、第二作目の冒頭に登場する。この二人はストライクとの共通の友人関係がきっかけで知り合った。ニックは消化器専門医であり、タクシー運転手の息子である。イルサはレオノーラ・クインを助ける弁護士。ストライクは、メディアからの不要な注目を避けたい時に、空き部屋のある二人の家のに逃げ込むことがある。ロビンは結婚を解消した後で、部屋探しをしながら彼らの空き部屋を利用している。

## テレビ化
2014年12月、小説のシリーズがBBCによってテレビ化されることが発表された。2016年9月には、トム・バークがコーモラン・ストライク役にキャスティングされたことが確認された。ホリデイ・グレインジャーは11月下旬にロビン・エラコット役にキャスティングされた。テレビシリーズ『私立探偵ストライク』の7時間のエピソードの撮影は2016年11月に開始された。このシリーズは、米国とカナダで配信のためにHBOによって取り上げられたが、結局HBOの兄弟チャンネルであるシネマックスでの放送に終わった。2017年8月27日にBBCで初放送された。